# Кароль Марко
Кароль Марко (народився 2 квітня 1966) — словацький футбольний тренер і колишній футболіст.
Марко працював помічником тренера в кількох, переважно словацьких клубах. Його перша робота як головного тренера була в клубі «Тренчин» у 2006 році. У 2007 році він переїхав до Чехії, щоб тренувати ФК «Височина Їглава». Через два роки він перейшов до Пржибрам, де він працював протягом одного сезону, після чого повернувся до Словаччини, щоб тренувати Дукла (Банська Бистриця). У листопаді 2010 року, після 15-го туру чемпіонату Словаччини, Марко залишив Банську Бистрицю, щоб тренувати ФК «Банік Острава» в Чехії, де він замінив звільненого тренера Мірослава Коубека. Керував діями команди лише в одній грі сезону Гамбрінус-ліги 2011–2012, і вже 30 липня 2011 року став першим звільненим головним тренером у сезоні. У серпні 2012 року він повернувся до ліги «Гамбрінус», очолив «Прібрам».